# Трактаев, Егор Иванович
Егор Иванович Трактаев (1912—1945) — младший сержант Рабоче-крестьянской Красной Армии, участник Великой Отечественной войны, Герой Советского Союза (1945).

## Биография
Егор Трактаев родился 8 марта 1912 года в деревне Работьково (по другим данным — в деревне Бычки; обе ныне — в Дмитровском районе Орловской области). После окончания пяти классов школы проживал и работал в посёлке Лопандино Комаричского района Брянской области. В 1943 году Трактаев был призван на службу в Рабоче-крестьянскую Красную Армию. С сентября того же года — на фронтах Великой Отечественной войны.
К сентябрю 1944 года младший сержант Егор Трактаев был пулемётчиком 1348-го стрелкового полка 399-й стрелковой дивизии 48-й армии 1-го Белорусского фронта. Отличился во время освобождения Польши. 4 сентября 1944 года во время форсирования реки Нарев в районе населённого пункта Дроздово к югу от города Ружан Трактаев заменил собой выбывшего из строя командира роты. Установив пулемёт на лодке, он открыл огонь по противнику, а затем отражал немецкие контратаки на плацдарме.
Указом Президиума Верховного Совета СССР от 24 марта 1945 года младший сержант Егор Трактаев был удостоен высокого звания Героя Советского Союза. Орден Ленина и медаль «Золотая Звезда» он получить не успел, так как 31 марта 1945 года пропал без вести в Восточной Пруссии. Позднее был переучтён как «погибший». Могилы у Героя нет. Был также награждён орденом Отечественной войны 2-й степени, двумя орденами Красной Звезды, орденом Славы 3-й степени и рядом медалей.
В честь Трактаева названа улица и установлен памятник в Лопандино.